# Dystrykt Ziarat
Dystrykt Ziarat – dystrykt w południowo-zachodnim Pakistanie w prowincji Beludżystan. W 1998 roku liczył 33 340 mieszkańców (z czego 51,9% stanowili mężczyźni) i obejmował 4503 gospodarstw domowych. Siedzibą administracyjną dystryktu jest Ziarat.